# Dressed up to the Nines
『Dressed up to the Nines』 (ドレスド・アップ・トゥ・ザ・ナインズ) は、2004年3月10日にKi/oon Recordsから発売されたゴスペラーズのメジャーデビュー後9枚目のオリジナルアルバム。

## 概要
前作『アカペラ』から約1年3ヶ月ぶりに発売されたオリジナルアルバムである。シングル曲は、JRA創立50周年記念テーマソングである「街角 -on the corner-」を始め、「Right on, Babe」、「新大阪」が収録されている。
アルバムタイトルの意味は「バッチリ決める」で、9ヤードもの反物を使って衣装を作り着飾ることに由来する英国で古くから使われている言葉である。

## 収録曲
1. Right on, Babe　（4:31）
  - 作詞: 山田ひろし/作曲: 黒沢薫、酒井雄二、松本圭司/編曲: 小松秀行

22ndシングル曲。いつもは山中湖で行われる作曲合宿が小淵沢で行われたときに作られた曲。
2. You are my girl　（4:48）
  - 作詩: 安岡優/作曲: 村上てつや、松本圭司/編曲: K-Muto(SOYSOUL)
3. Reflections　（5:30）
  - 作詞: 山田ひろし/作曲: 村上てつや/編曲: 村上てつや、SOYSOUL

演奏はSOYSOULが行っている。
4. Real tight　（4:02）
  - 作詞: 山田ひろし/作曲: 酒井雄二、村上てつや/編曲: 酒井雄二、K-Muto(SOYSOUL)
5. Sweet　（4:05）
  - 作詞: 黒沢薫/作曲: 黒沢薫、妹尾武/編曲: 宇佐美秀文、妹尾武
6. アンジュナ　（6:08）
  - 作詞: 黒沢薫/作曲・編曲: 松本圭司

黒沢の行きつけのカレー店の名前からタイトルがつけられた。
7. エンドロール　（4:36）
  - 作詩: 安岡優/作曲: 北山陽一、妹尾武/編曲: 島健

レコーディング時、ピアノが未調律のために大変な苦労の上に出来た曲。
8. 新大阪　（4:23）
  - 作詞・作曲: 村上てつや/編曲: 村上てつや、妹尾武

23rdシングル曲。村上が新幹線に乗った時に見た光景と自身の経験が元になっていると言う。テーマは「遠距離恋愛」。
9. シアトリカル（3:43）
  - 作詞・作曲: 酒井雄二/編曲: K-Muto(SOYSOUL)、酒井雄二
10. Yes, No, Yes...　（5:04）
  - 作詩・作曲: 安岡優/編曲: K-Muto(SOYSOUL)
11. コーリング　（5:05）
  - 作詞: 村上てつや/作曲: 村上てつや、妹尾武/編曲指揮: 清水信之

25thシングル曲「ミモザ」の時に参加している清水信之とはこの曲からの関係である。
12. 街角 -on the corner-　（5:08）
  - 作詞: 相田毅/作曲: 岩田雅之/編曲: 野崎良太(Jazztronik)

24thシングル曲。編曲にJazztronikの野崎良太が参加している。